# Bzowo (gromada)
Bzowo – dawna gromada, czyli najmniejsza jednostka podziału terytorialnego Polskiej Rzeczypospolitej Ludowej w latach 1954–1972.
Gromady, z gromadzkimi radami narodowymi (GRN) jako organami władzy najniższego stopnia na wsi, funkcjonowały od reformy reorganizującej administrację wiejską przeprowadzonej jesienią 1954 do momentu ich zniesienia z dniem 1 stycznia 1973, tym samym wypierając organizację gminną w latach 1954–1972.
Gromadę Bzowo z siedzibą GRN w Bzowie utworzono – jako jedną z 8759 gromad na obszarze Polski – w powiecie świeckim w woj. bydgoskim, na mocy uchwały nr 24/12 WRN w Bydgoszczy z dnia 5 października 1954. W skład jednostki weszły obszary dotychczasowych gromad Bzowo i Krusze ze zniesionej gminy Warlubie oraz obszar dotychczasowej gromady Fletnowo ze zniesionej gminy Grupa w tymże powiecie. Dla gromady ustalono 23 członków gromadzkiej rady narodowej.
Gromadę zniesiono 31 grudnia 1959, a jej obszar włączono do gromad Warlubie (wieś Bzowo), Górna Grupa (wieś Fletnowo, leśniczówka Bojanowo i miejscowość Bzówko) i Wielki Komorsk (wsie Krusze i Osiek oraz miejscowość Bąkówko) w tymże powiecie.